# Забележителности на Техеран
Иранската столица Техеран се намира в подножието на планината Елбурс.
Заслужава си да се посети градът дори само заради музеите. Забележителни са дворецът „Голестан“ (градини и огледални мозайки), кулата „Азади“, портата „Баг е Мели“, Етнологическият музей, джамиите „Комейни“ и „Сепасалар“, Музеят на декоративните изкуства, Музеят на килимите, Националният музей на Иран, Музеят на съкровищата, както и покритият пазар. Извън града се намира гробницата на аятолах Хомейни, а на север е гробището на загиналите във войната.
На север от града е и планината, в която може да се отделите от градския шум, да се разходите и порадвате на красивата гледка към града. Извън града може да се посети Националният резерват за диви животни „Елбрус“, древните градове Раж и Варамин. Друго възможно забавление е залагането на кон в Жокейски клуб „Новрузабад“ (хазартът е незаконен) или карането на водни ски на Карай Дам, западно от столицата.